# Кривий Сергій Петрович
Сергій Петрович Кривий (нар. 3 жовтня 1977, Шепетівка) — український футболіст, який грав на позиції півзахисника. Відомий за виступами у низці українських клубів, найбільш відомий за виступами в клубах вищої ліги «Нива» (Тернопіль) і «Волинь».

## Футбольна кар'єра
Сергій Кривий народився у Шепетівці, й розпочав футбольну кар'єру в місцевому клубі «Темп», який на той час грав у вищій лізі. Щоправда, у першому своєму сезоні молодий футболіст зіграв лише один матч у Кубку України. Наступного сезону фінансовий стан команди значно погіршився, команда вибула до першої ліги, та переїхала до Хмельницького, де розпочала виступи під назвою «Темп-Адвіс». У першій лізі Кривий зіграв 17 матчів, та отримав запрошення від київського «Динамо». Проте у Києві Сергій Кривий виступав спочатку за другу команду «Динамо» в першій лізі, а пізніше за третю команду в аматорських змаганнях. Для отримання постійної ігрової практики футболіст із початку сезону 1997—1998 перейшов у команду другої ліги «Поділля» з Хмельницького. Разом із командою Кривий стає переможцем групи у другій лізі та одним із кращих бомбардирів команди, яка виборює право повернутись до першої ліги в перехідному турнірі.
Успішна гра футболіста привернула увагу до нього команди вищої ліги «Нива» з Тернопіля, в якій він дебютував уже за місяць після закінчення перехідного турніру за вихід до першої ліги. У команді Сергій Кривий виступав протягом двох років, був одним із гравців основи. Проте у сезоні 2000—2001 років у команди погіршився фінансовий стан, і вона стала одним із аутсайдерів першості. Це призвело до того, що Сергій Кривий з початку 2001 року перейшов до команди першої ліги СК «Волинь-1» з Луцька. У другій половині сезону футболіст зіграв за луцький клуб 14 матчів, а наступного сезону він стає одним із основних гравців атакувальної ланки команди, зігравши за сезон 27 матчів чемпіонату, та разом із іншими товаришами по команді став переможцем турніру першої ліги. Наступного сезону Кривий розпочав виступи за «Волинь» уже у вищій лізі, проте він уже не був твердим футболістом основи, зігравши за сезон лише 16 матчів у чемпіонаті України. Втрата місця в основному складі призвела до того, що після початку сезону 2003—2004 Кривий перейшов до першолігового клубу «Красилів». Проте в цій команді футболіст зіграв лише кілька матчів, та з початку 2004 року повернувся до складу тернопільської «Ниви», яка за час перебування футболіста в інших командах встигла вилетіти до другої ліги. Сергій Кривий виступав у складі тернопільської команди до кінця 2004 року. У 2006 році футболіст зіграв 8 матчів за команду другої ліги «Хіміка» з Красноперекопська, який став його останнім професійним клубом у кар'єрі.